# زمین‌لرزه ۲۰۰۵ سوماترا
زمین‌لرزه سوماترا  در تاریخ ۲۸ مارس ۲۰۰۵ میلادی، برابر با ‎۸ فروردین ۱۳۸۴، ساعت ۱۶:۰۹:۳۶ به زمان یوتی‌سی در اندونزی ، منطقه سوماترا رخ داد. ژرفای این زلزله ۳۳٫۷ کیلومتر بود، و بزرگی آن ۸٫۶ در مقیاس Mw اعلام شده‌است. زمین‌لرزه به وقت محلی در روز دوشنبه، ساعت ۲۳ روی داده و منطقه زمانی آن یوتی‌سی +۷ بوده‌است .
سازمان زمین‌شناسی آمریکا نیز رومرکز این زمین‌لرزه را در مختصات ۲°۰۵′۰۶″شمالی ۹۷°۰۶′۲۹″شرقی / ۲٫۰۸۵°شمالی ۹۷٫۱۰۸°شرقی و ژرفای آنرا در ۳۰ کیلومتر گزارش کرده‌است. بزرگی برگزیدهٔ این سازمان از میان بزرگیهای محاسبه‌شدهٔ مختلف ۸٫۶ در مقیاس Mw بوده و از دید اثر، در میان چهار دسته‌بندی «نامحسوس»، «محسوس»، «زیان‌آور» یا «با تلفات»، زلزله را «با تلفات» اعلام کرده‌است.۳۰۰ ساختمان در زمین‌لرزه خراب و چندین ساختمان آسیب دیده‌است.سونامی نیز در این زلزله گزارش شده‌است.
پروژهٔ «تنسور گشتاور مرکزوار» زاویه‌های (راستا، شیب، ریک) گسل سازندهٔ زمین‌لرزه و صفحه عمود بر آنرا (°۳۳۳، °۸، °۱۱۸) یا (°۱۲۵، °۸۳، °۸۶) و نوع گسل را «معکوس» فرارسانده‌است.
شمار کشتگان زلزله حدود ۱۳۰۳ نفر بوده‌است.تعداد زخمیان ۱۱۴۶ نفر برآورده شده‌است.